# São Tomé és Príncipe világörökségi helyszínei
São Tomé és Príncipe területéről eddig egy helyszín sem került fel a világörökségi listára, két helyszín a javaslati listán várakozik felvételre. 
| Megnevezés                                | Kép | Típus      | Kritérium        | Év   | Link |
| ----------------------------------------- | --- | ---------- | ---------------- | ---- | ---- |
| São Tomé és Príncipe vulkanikus szigetei  |     | Természeti | VII, VIII, IX, X | 2023 |      |
| Monte Café, Agua-lzé és Sundy ültetvényei |     | Kulturális | V, VI            | 2023 |      |